# Frankfort (Stato libero)
Frankfort è un centro abitato del Sudafrica, situato nella provincia dello Stato libero.